# Gastrophrynoides borneensis
Gastrophrynoides borneensis là một loài ếch trong họ Nhái bầu. Nó là đại diện duy nhất của chi Gastrophrynoides.
Nó được tìm thấy ở Malaysia, có thể cả Brunei, và có thể cả Indonesia.
Môi trường sống tự nhiên của chúng là các khu rừng ẩm ướt đất thấp nhiệt đới hoặc cận nhiệt đới. Loài này đang bị đe dọa do mất môi trường sống.